# 袁偉發
袁偉發（Johnny Yuan，1968年5月—），中國廣東省出生，攝影家。曾出版多部個人摄影集，並舉辦大型個人攝影展。多次獲得國內和國際攝影大獎。是首位華人攝影師獲美國政府邀請，在美國駐中國廣州總領事館內舉辦美中攝影聯展。

## 簡介
出生於中國廣州。現旅居於加拿大。主要從事職業攝影，攝影評委和攝影指導老師，加拿大落基山摄影俱乐部创始人相關工作。對加拿大和美国風光拍攝擁有豐富經驗。多年來走訪世界各地，足跡遍佈近百個國家和地區。是風光、動物鳥類、人像、自然生態類別職業攝影師。近年的拍攝焦點主題為南美洲和北美洲的自然風光和野生動物。連續七年，以美國西部十幾個主要的國家公園和加拿大的洛磯山脈為主題，拍攝了數萬張作品。以中國人的眼光和審美角度，拍攝出具有東方氣質的西方自然風光攝影作品，並出版了全球首部一千本限量版《美加風光摄影集》。

## 作品

### 个人摄影集
- 《袁偉發攝影作品集》（2001年）
- 《泛光掠影》（2006年）
- 《走進美利堅西部摄影集》（2009年）
- 《秋·神秘的額濟納 -袁偉發攝影作品集》（2011年）
- 《優山美地·莫諾湖 -袁偉發攝影作品集》（2011年）
- 《美加風光摄影集 -袁偉發攝影作品集》（2013年）

### 攝影展
個人展覽：
《走進美利堅西部》（2009年9月）

《袁偉發－美加風光攝影作品展》（2011年12月）

聯展：
《2012關注環保·關愛動物》（2012年）

首届《PSAChina國際攝影展》（2012年）

《彼岸》（2013年5月，美國駐廣州總領事館文化處）

## 資料來源
1. ↑  .   [2014-02-06]. （原始内容存档于2016-03-05）.
2. ↑  .   [2014-02-06]. （原始内容存档于2019-06-01）.
3. ↑  .   [2014-02-06]. （原始内容存档于2017-03-24）.
4. ↑  .   [2014-02-06]. （原始内容存档于2014-02-22）.
5. ↑  .   [2014-02-06]. （原始内容存档于2014-02-22）.
6. ↑  .   [2014-02-06]. （原始内容存档于2014-02-22）.
7. ↑   [CN21-0089] 中國南方航空．航空畫報[J]．西部印象，2013.07.30，Vol.922：50-53．
8. ↑  .   [2014-02-06]. （原始内容存档于2014-02-23）.